# بيل تايلور (سياسي)
بيل تايلور (بالإنجليزية: Bill Taylor)‏ هو ضابط بحري وسياسي أسترالي، ولد في 14 سبتمبر 1938 في توومبا في أستراليا. حزبياً، نشط في الحزب الليبرالي الأسترالي. وقد انتخب Administrator of the Indian Ocean Territories ‏ (4 فبراير 1999 – 30 يوليو 2003) وانتخب عضو مجلس النواب الأسترالي عن دائرة Division of Groom ‏ (9 أبريل 1988 – 31 أغسطس 1998).